# Глухая Шада
Глухая Шада — река в России, протекает в Варнавинском районе Нижегородской области (исток и несколько сот первых метров течения в Костромской области). Устье реки находится в 18 км по правому берегу реки Шада. Длина реки составляет 13 км.
Исток реки находится близ границы областей в 18 км северо-западнее посёлка Северный и в 50 км к юго-востоку от Макарьева. Река течёт на восток, всё течение реки проходит по ненаселённому лесному массиву.

## Данные водного реестра
По данным государственного водного реестра России относится к Верхневолжскому бассейновому округу, водохозяйственный участок реки — Ветлуга от города Ветлуга и до устья, речной подбассейн реки — Волга от впадения Оки до Куйбышевского водохранилища (без бассейна Суры). Речной бассейн реки — (Верхняя) Волга до Куйбышевского водохранилища (без бассейна Оки).
Код объекта в государственном водном реестре — 08010400212110000042826.